# Circumboreaal

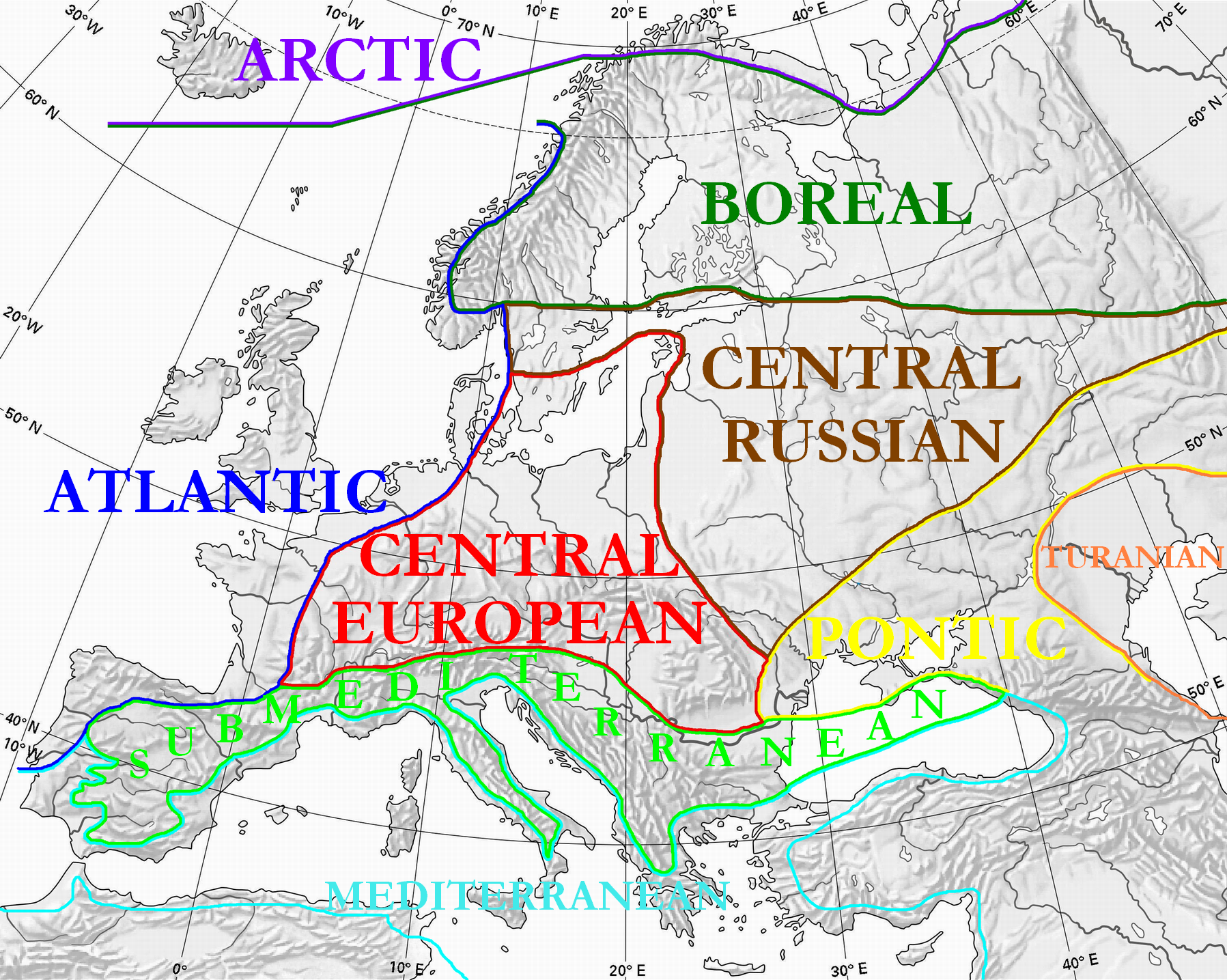
Floristische gebieden in Europa volgens Wolfgang Frey en Rainer Lösch

Het circumboraal is een gebied in Eurazië en Noord-Amerika. De aanduiding is geïntroduceerd door geobotanici als Josias Braun-Blanquet en Armen Takhtajan. Het is het grootste floristische gebied in de wereld en omvat naast het grootste deel van Canada, Alaska, Europa, Kaukasus en Rusland ook Noord-Anatolië als het zuidelijkste deel van het gebied en gedeelten van Noord-New England, Michigan en Minnesota.
Veel geobotanici delen het Eurasische en Noord-Amerikaanse gebied in twee aparte gebieden. Beide continenten hebben echter veel dezelfde flora, zoals Betula nana, Alnus viridis, Vaccinium vitis-idaea en Arctostaphylos uva-ursi. De flora raakte sterk verarmd tijdens de ijstijden in het Pleistoceen.
Aangrenzende gebieden zijn Oostelijk Aziatisch Gebied, Noord-Amerikaans Atlantisch Gebied, Rocky Mountain Gebied, Middellandse Zeegebied en Irano-Turanisch Gebied.

## Floristische provincies
Het gebied is opgedeeld in floristische provincies. Volgens Takhtajans classificatie zijn dit Arctic, Atlantic European, Central European, Illyrian, Euxinian, Caucasian, Eastern European, Northern European, West Siberian, Altai-Sayan, Central Siberian, Transbaikalian, Northeastern Siberian, Okhotsk-Kamtchatkan en Canadian.

## Fotogalerij

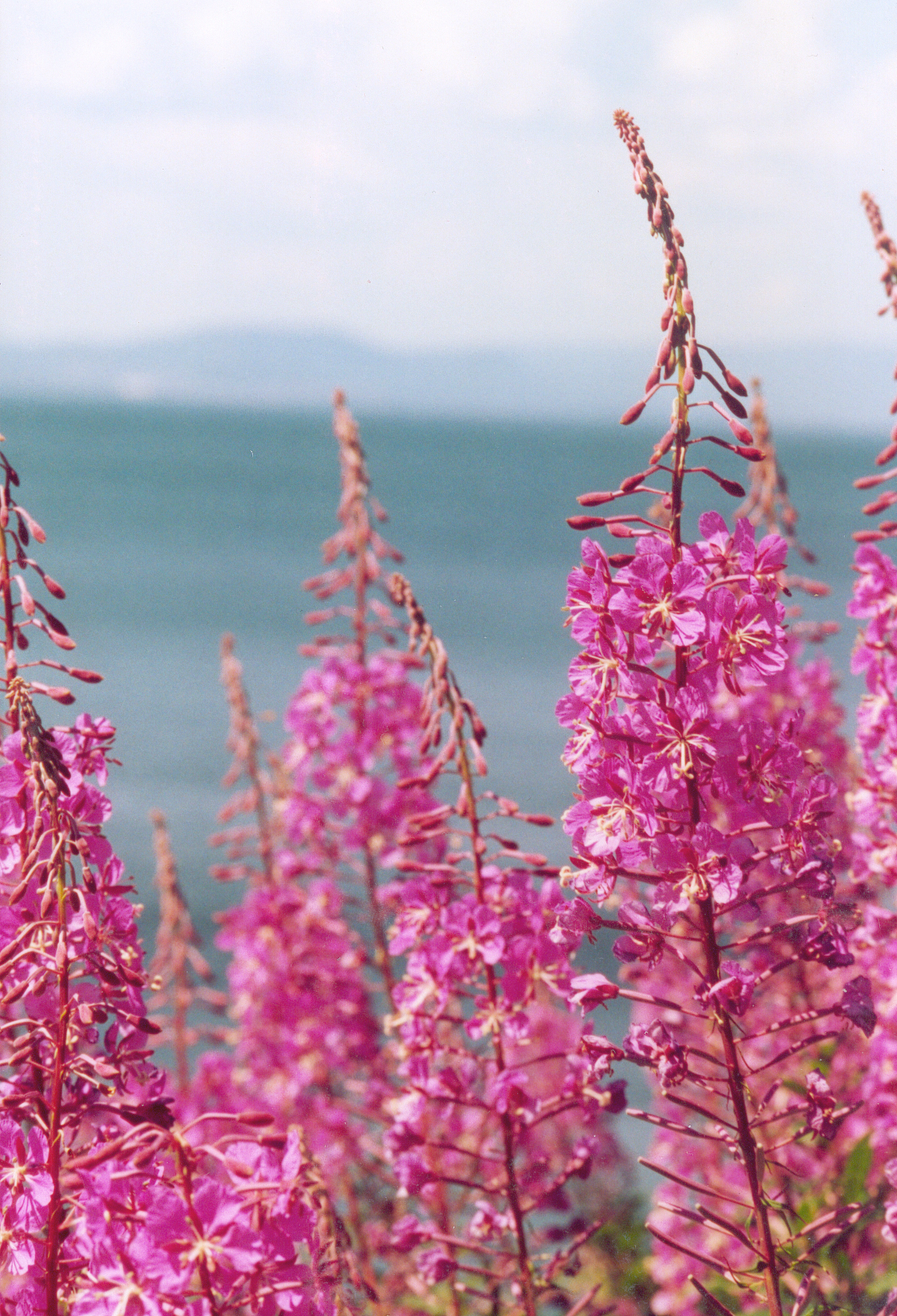
Epilobium angustifolium
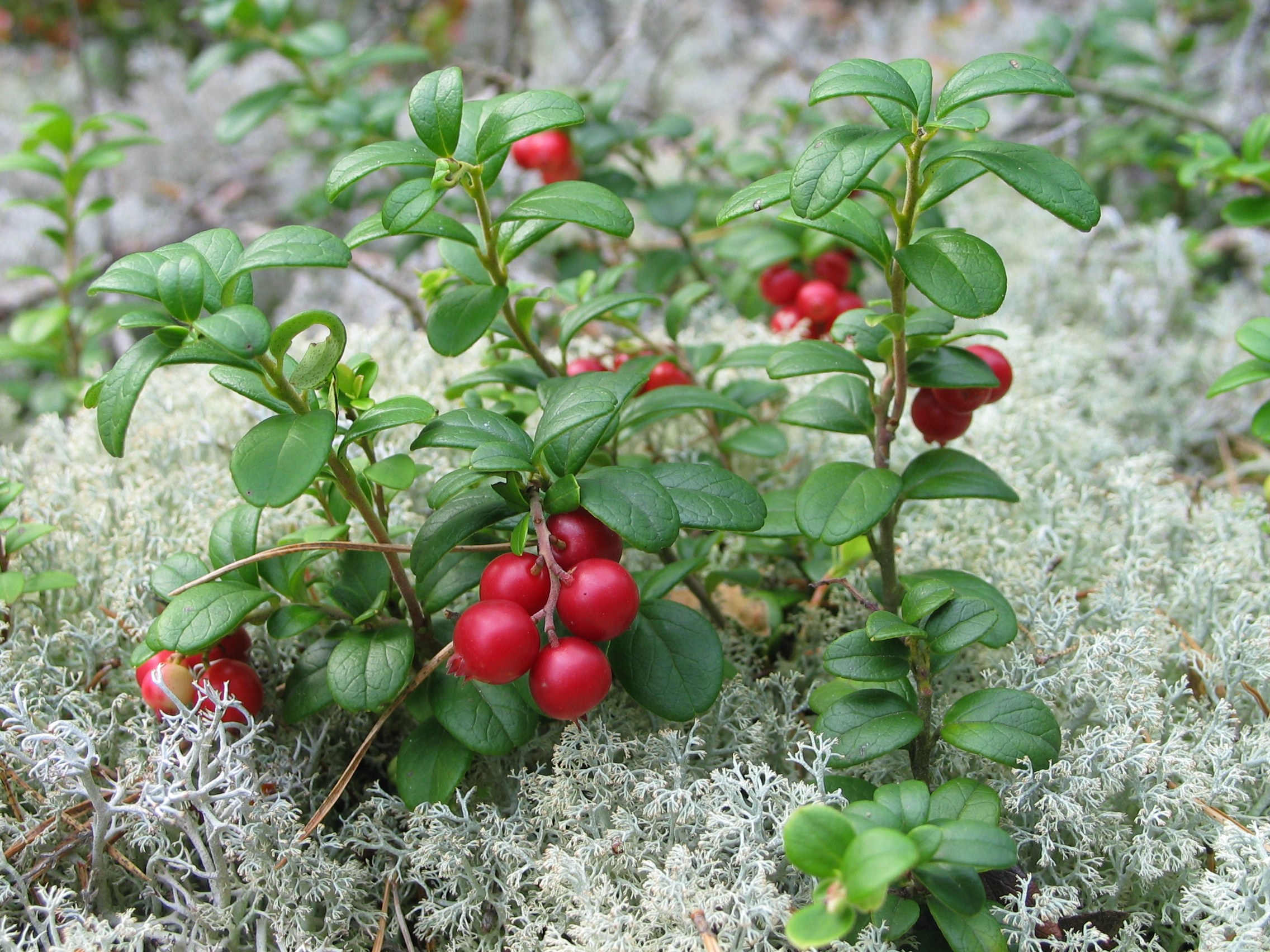
Vaccinium vitis-idaea
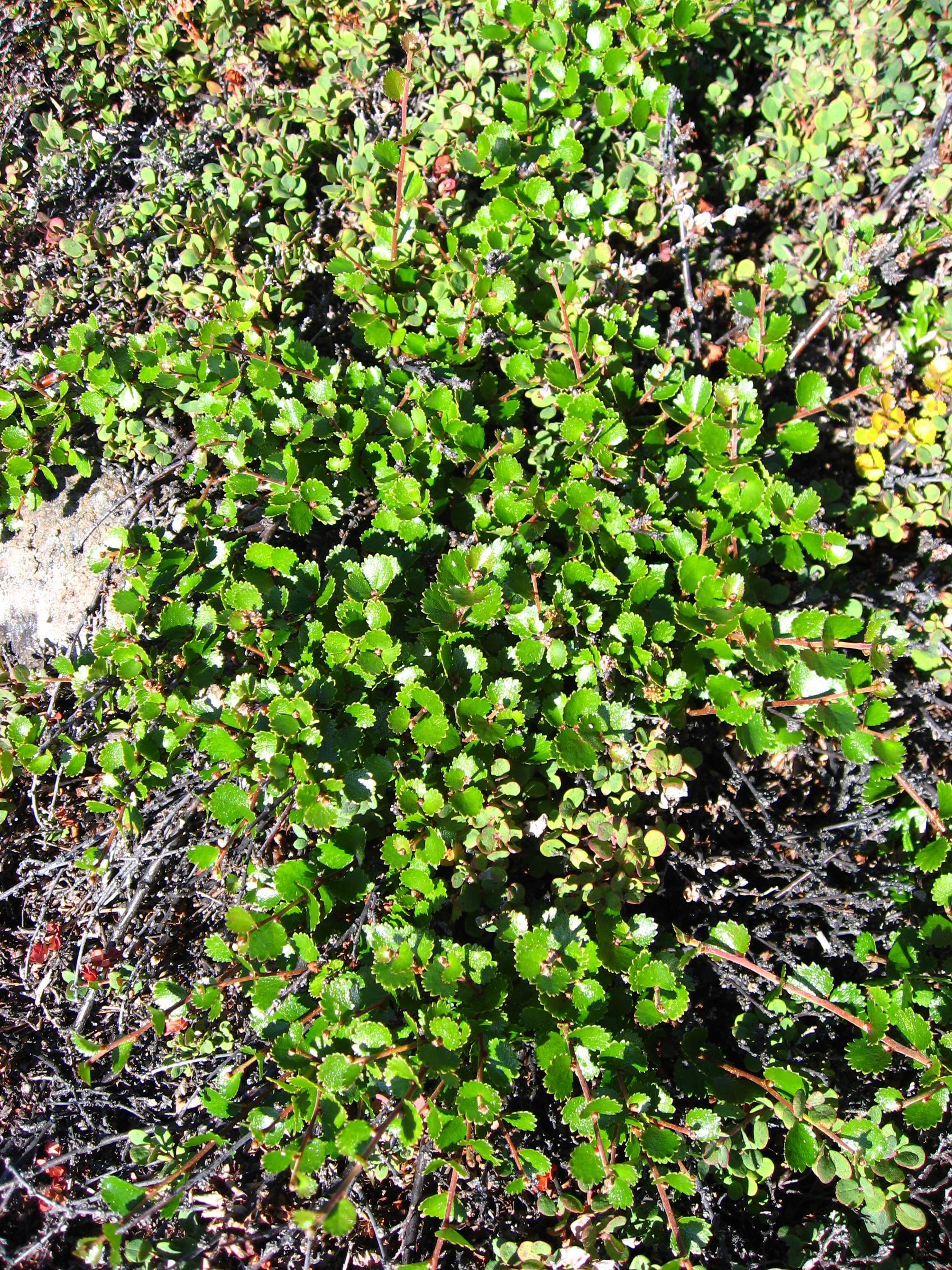
Betula nana in Groenland
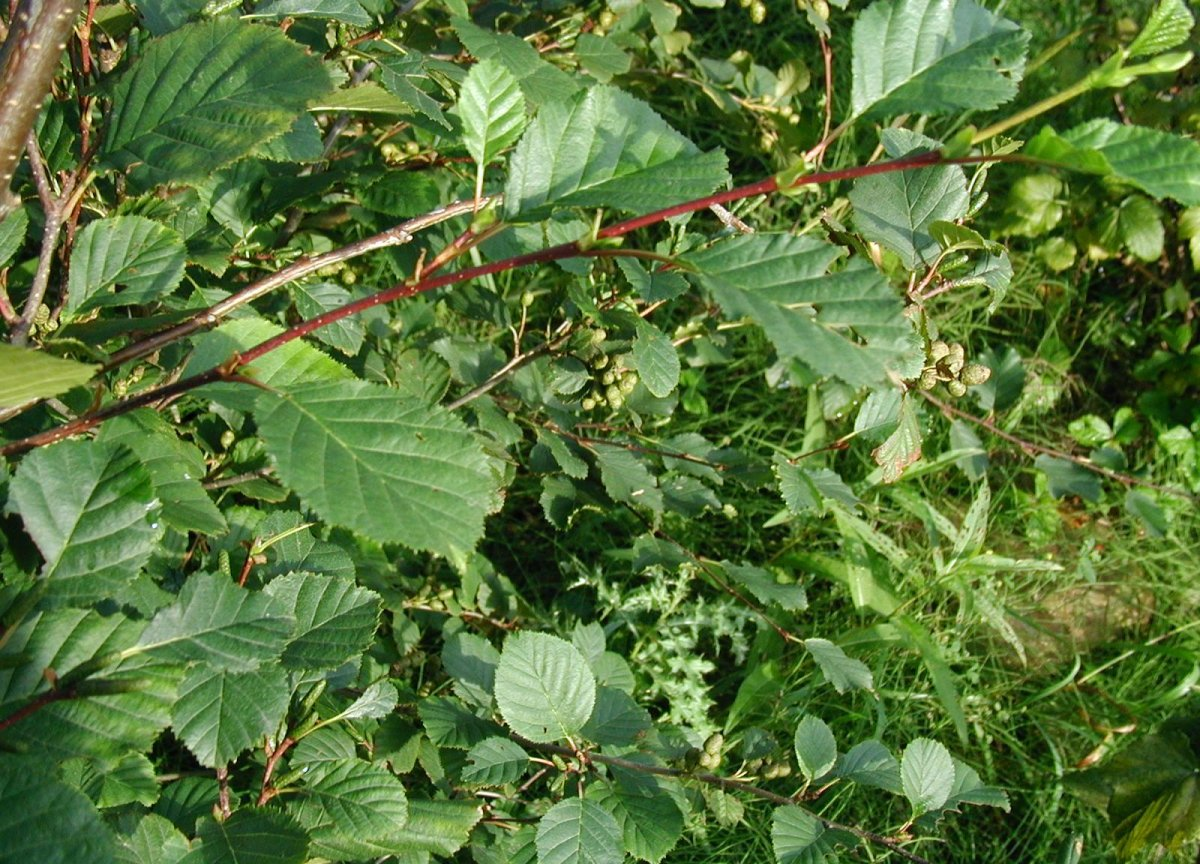
Alnus viridis